# Transsonique
 (novembre 2024).
Si vous disposez d'ouvrages ou d'articles de référence ou si vous connaissez des sites web de qualité traitant du thème abordé ici, merci de compléter l'article en donnant les références utiles à sa vérifiabilité et en les liant à la section « Notes et références ».
En aérodynamique, l'écoulement autour d'une aile passe du régime subsonique au régime transsonique lorsqu'apparaît une zone dans laquelle la vitesse locale devient égale à la célérité du son. Le nombre de Mach correspondant, inférieur à 1, s'appelle le Mach critique.
Pour la clarté de l'exposé il est commode de se placer sur l'aile fixe comme dans une soufflerie qui produit un écoulement d'air autour d'une maquette fixe.

## Origine du Mach critique
Pour qu'une aile développe une portance, son profil est étudié pour dévier l'air tout en minimisant la traînée induite. L'air passant sur l'extrados s'en trouve accéléré. Ainsi un écoulement dont la vitesse « à l'infini », loin de l'aile, est inférieure à celle du son peut engendrer localement des vitesses supersoniques sur l'extrados.

## Ondes de choc en transsonique
Lorsque ce Mach critique est dépassé, l'écoulement sur l'extrados passe du subsonique au supersonique à travers un éventail de détente, puis revient au subsonique à travers une onde de choc. C'est un choc droit, normal à l'aile aux points où il rencontre celle-ci, à travers lequel la vitesse est réduite mais pas sa direction.
Il augmente la traînée de deux manières. Il y a la traînée d'onde due à la perte d'énergie cinétique dans toute onde de choc. À celle-ci s'ajoute une traînée liée au choc droit. La couche limite qui se trouvait dans un environnement supersonique se heurte brutalement à une zone subsonique, ce qui crée un décollement dont les conséquences sont analogues à celles du décrochage. 
L'onde choc normale se déplace d'avant en arrière à une fréquence de quelques dizaines de Hz. Cette vibration du centre de poussée provoque de forts tremblements.
L'augmentation de la vitesse à l'infini accroît la largeur de la zone supersonique et le choc se déplace vers le bord de fuite.
Si l'avion est prévu pour le vol supersonique, il franchira au plus vite cette phase de transition : le Concorde allumait à nouveau sa post-combustion pour passer le mur du son. Une fois l'aéronef établi en vol supersonique, l'onde de choc de l'extrados s'est muée en ondes de choc fixes, l'écoulement redevient stable, les tremblements disparaissent, et la traînée liée au régime transsonique diminue (la postcombustion peut alors être coupée).

## Augmentation du nombre de Mach critique

Sur un profil supercritique l'onde de choc normale est réduite et se forme plus en aval. La zone d’écoulement séparé turbulent est plus faible.

Les phénomènes liés à l'écoulement transsonique modifient la portance et la traînée. Le centre de poussée est affecté par les déplacements rapides de l'onde de choc en lambda. Le décollement de la couche limite pose de sérieux problèmes de pilotage, voire de sécurité.  
Le Mach de divergence de traînée, en anglais Drag-divergence Mach number, est le nombre de Mach pour lequel la pente dCx/dMach atteint 10 % ; les avions de ligne subsoniques restent en deçà de ce Mach pour des raisons d'économie de carburant, et de rayon d'action.  
Pour optimiser le comportement de l'aile à l'approche de la vitesse du son, les techniques suivantes sont utilisées :
Voilure supercritique
Les voilures qualifiées de supercritiques peuvent être plus épaisses que les premières voilures adaptées aux grandes vitesses (avantages en tenue en flexion, en torsion et en capacité de carburant).  Ces profils retardent l'apparition d'un régime transsonique sur l'extrados, tout en en réduisant les effets.  
Aile en flèche
Un angle de flèche augmente la corde aérodynamique du profil, ce qui diminue l'épaisseur relative effective du profil. L'aile « voit » uniquement la composante du vent relatif dans la direction du profil, l'autre composante s'écoulant le long de la voilure.

## MMO

Coffin corner : « coin du cercueil » zone étroite du domaine de vol où Vs et MMO sont proches.

Le MMO est le Mach Maxi en Opération fixé par le constructeur, compte tenu des caractéristiques du profil (en 2D) et de l'aile (en 3D). Pour les avions de ligne équipés de profils supercritiques, le MMO est de l'ordre de 0,85 à 0,88.
Les avions de ligne évoluent à haute altitude, à la limite de la stratosphère, dans un air très froid. La vitesse du son varie avec la température, elle est plus faible qu'au niveau de la mer. Le MMO étant une constante, la vitesse maximale associée VMO décroît également avec la température. Il en résulte un resserrement des vitesses utilisables entre la vitesse de décrochage « basse vitesse », et la vitesse dite de « décrochage haute vitesse ».